# چینچوروس

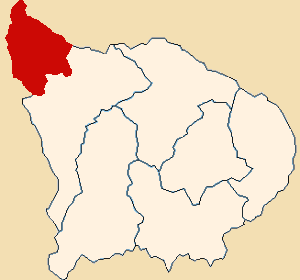
استان چینچوروس

چینچوروس (به اسپانیایی: Chincheros) یک شهرک در پرو است که در منطقه اپوریماک واقع شده‌است. چینچوروس ۳٬۷۷۲ متر بالاتر از سطح دریا واقع شده‌است.